# Domenico Nocca
Domenico Nocca (1758 – 1841) è stato un abate e botanico italiano.

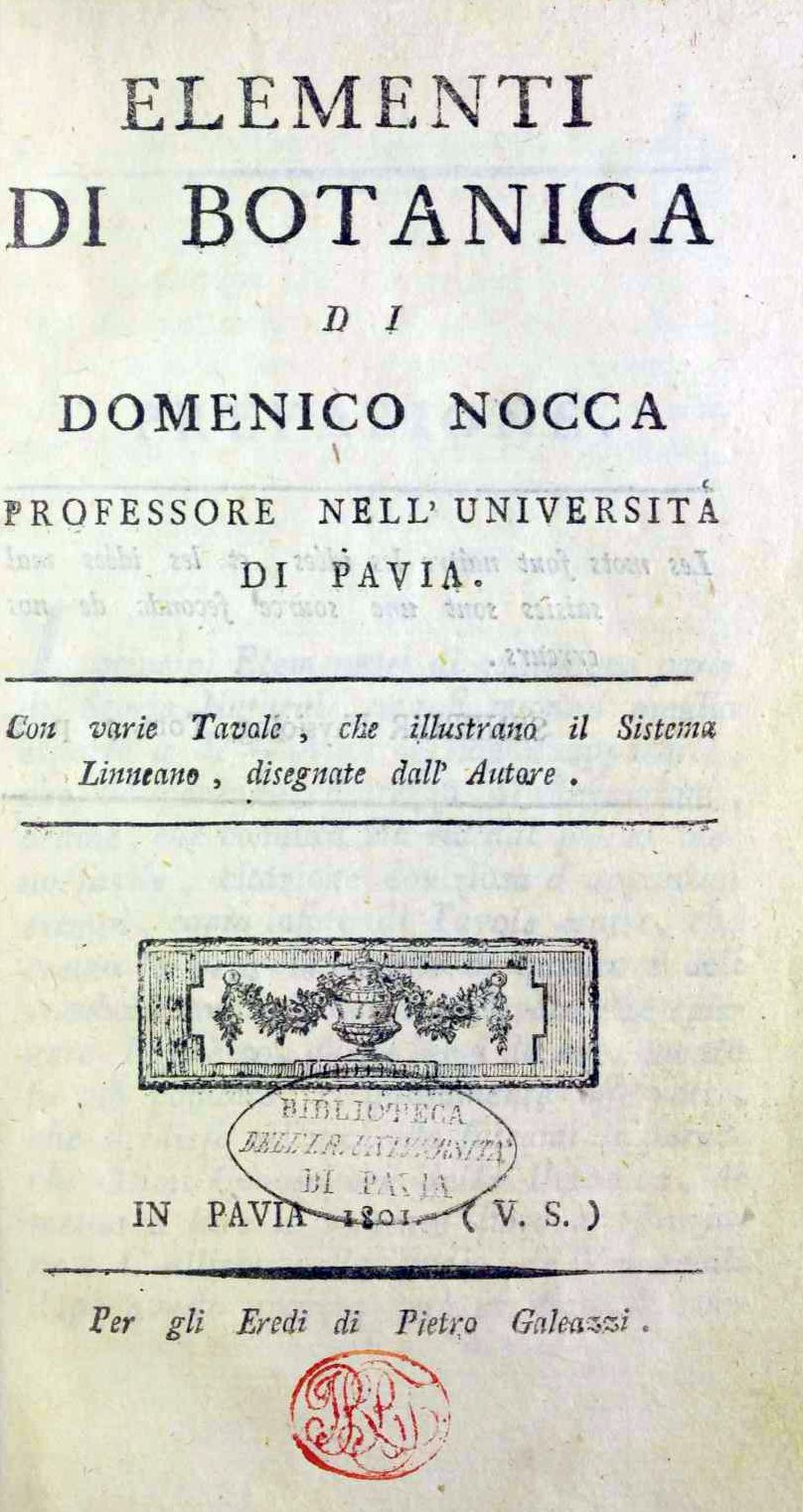
Elementi di botanica, 1801

Fu direttore dell'Orto botanico di Mantova fino al 1797.
Prefetto dell'Orto botanico dell'Università di Pavia, come supplente temporaneo nel 1778 e come effettivo dal 1797 al 1826.
Nel periodo di direzione di Domenico Nocca si arrivarono a coltivare nell'orto circa 20.000 specie di piante.
Egli costituì, infatti, una fitta rete di scambi di semi e piante con altri botanici dell'epoca, arricchendo notevolmente le collezioni, e decise il rifacimento di alcune serre installate da un suo predecessore, Giovanni Antonio Scopoli.
Incrementò inoltre il numero delle strutture per la coltura di piante mediante "pulvilli", ancora oggi presenti nell'orto.
Dal 1802 gli fu affidata la cattedra del Dipartimento di botanica, appena istituita a seguito della riorganizzazione napoleonica degli insegnamenti.
Avendo deciso di censire la flora nel territorio della città Pavia, chiese la collaborazione di Giovanni Battista Balbis per aiutarlo nell'opera di classificazione. Il risultato del loro lavoro congiunto venne pubblicato, con il titolo Flora Ticinensis, in due volumi, uno nel 1816, l'altro nel 1821.

## Opere
- Ticinensis Horti Academici Plantae selectae, (1800).
- Elementi di botanica, Pavia, eredi Pietro Galeazzi, 1801.
- Elementi di botanica (Pavia, 1805).
- Flora Ticinensis, seu enumeratio plantarum quas in peregrinationibus multiplicibus plures per annos solertissime in Papiensi agro peractis observarunt et colligerunt Dominicus Nocca et Joannes Baptista Balbis publici rei herbariae professores. I volume pubblicato nel 1816, II volume pubblicato nel 1821. Fornisce anche un primo censimento della flora micologica lombarda con 213 specie di funghi.
- Historia atque Iconographia Horti Botanici Ticinensis, (1818).

## Riconoscimenti
Il genere Noccaea (Brassicaceae) è dedicato al suo nome.
| Nocca è l'abbreviazione standard utilizzata per le piante descritte da Domenico Nocca. Consulta l'elenco delle piante assegnate a questo autore dall'IPNI. |